# Фармакологија
Фармакологија (грч. φάρμακον - лек, отров; λόγος - наука) је грана медицине, биологије и фармацеутских наука која проучава дејство лекова,, њихове физичке и хемијске карактеристике, примену у лечењу, у фармакотерапији, као и метаболизам лека. Слободно се може рећи да се она бави узајамним дејствима лековитих супстанци и живог организма с основним циљем да се унапреди лечење болесног човека. Поред тога што је значајна за медицину, значајна је и за фармацију те представља и једну од кључних додирних тачака медицине са фармацијом. Њену основу чине фармакокинетика која изучава дејство организма на лек и хемијске промене лека и фармакодинамика која се бави деловањем лека на организам.

## Етимологија
Реч фармакологија потиче од грчког φάρμακον, pharmakon, „лек, отров“ и -λογία, -logia „проучавање“, „знање о“ (уп. етимологију фармације). Фармакон је повезан са фармакосом, ритуалном жртвом или прогонством људског жртвеника или жртве у древној грчкој религији.
Савремени термин фармакон се користи шире од термина лек јер укључује ендогене супстанце, и биолошки активне супстанце које се не користе као лекови. Обично укључује фармаколошке агонисте и антагонисте, али и инхибиторе ензима (као што су инхибитори моноамин оксидазе).

## Историја
Почеци клиничке фармакологије датирају из средњег века, са фармакогнозијом и Авицениним Медицинским каноном, Коментаром о Исаку Петра Шпанског и Коментаром о Антедотару од Николаса Јована од Светог Аманда. Рана фармакологија се фокусирала на хербализам и природне супстанце, углавном биљне екстракте. Описи лекова су прикупљени у књигама које се зову фармакопеје. Сирови лекови су се користили још од праисторије као припрема супстанци из природних извора. Међутим, активни састојак сирових лекова није пречишћен и супстанца је прикривена са другим супстанцама.
У 17. веку енглески лекар Николас Калпепер је преводио и користио фармаколошке текстове. Калпепер је детаљно описао биљке и услове које могу да лече. У 18. веку, велики део клиничке фармакологије основан је радом Вилијама Витеринга. Фармакологија као научна дисциплина није напредовала све до средине 19. века, кад је дошло до великог биомедицинског оживљавања. Пре друге половине деветнаестог века, изузетна моћ и специфичност деловања лекова као што су морфијум, кинин и дигиталис објашњавани су нејасно и са освртом на изузетне хемијске моћи и афинитете према одређеним органима или ткивима. Прво одељење за фармакологију је основао Рудолф Бухејм 1847. године, препознавши потребу за развојем разумевања како терапеутски лекови и отрови производе своје ефекте. Након тога, први одсек за фармакологију у Енглеској основан је 1905. на Универзитетском колеџу у Лондону.
Фармакологија се развила у 19. веку као биомедицинска наука која је примењивала принципе научног експериментисања у терапијским контекстима. Напредак истраживачких техника подстакао је фармаколошка истраживања и разумевање. Развој препарата за купање органа, где се узорци ткива повезују са уређајима за снимање, као што је миограф, а физиолошки одговори се бележе након примене лека, омогућио је анализу ефеката лекова на ткива. Развој теста везивања лиганда 1945. омогућио је квантификацију афинитета везивања лекова на хемијским циљевима. Савремени фармаколози користе технике из генетике, молекуларне биологије, биохемије и других напредних алата да трансформишу информације о молекуларним механизмима и циљевима у терапије усмерене против болести, дефеката или патогена, и креирају методе за превентивну негу, дијагностику и ултиматно персонализовану медицину.

## Подела
Фармакологијом као медицинском дисциплином се баве фармаколози. Међу њеним поддисциплинама су: 
- клиничка фармакологија - утицај лекова на људе
- неуро- и психофармакологија (утицај лекова на понашање и функционисање нервног система),
- фармакогенетика (клиничко тестирање генетских варијација које доводе до различитих реакција на лекове)
- фармакогеномика (примена геномичких технологија на откривање нових лекова и даљу карактеризацију већ постојећих)
- фармакоепидемиологија (проучавање утицаја лекова на велики број људи)
- токсикологија проучавање штетних утицаја лекова
- теоретска фармакологија
- посологија - дозирање лекова
- фармакогнозија - добијање лекова из биљака

### Системи тела
Фармакологија се такође може фокусирати на специфичне системе који чине тело. Одељења која се односе на телесне системе проучавају ефекте лекова у различитим системима тела. То укључује неурофармакологију, у централном и периферном нервном систему; имунофармакологија у имунском систему. Остале области укључују кардиоваскуларну, бубрежну и ендокрину фармакологију. Психофармакологија је проучавање употребе лекова који утичу на психу, ум и понашање (нпр. антидепресиви) у лечењу менталних поремећаја (нпр. депресије). То обухвата приступе и технике из неурофармакологије, понашања животиња и бихејвиоралне неуронауке, а фокус је на бихејвиоралним и неуробиолошким механизмима деловања психоактивних лекова. Сродна област неуропсихофармакологија фокусира се на ефекте лекова на граници између нервног система и психе.
Фармакометаболомика, такође позната као фармакометабономика, је област која потиче од метаболомике, квантификације и анализе метаболита које тело производи. Она се односи на директно мерење метаболита у телесним течностима појединца, како би се предвидео или проценио метаболизам фармацеутских једињења, и да би се боље разумео фармакокинетички профил лека. Фармакометаболомика се може применити за мерење нивоа метаболита након примене лека, како би се пратили ефекти лека на метаболичке путеве. Фармакомикробиомика проучава ефекат варијација микробиома на диспозицију, дејство и токсичност лека.  Фармакомикробиомика се бави интеракцијом између лекова и цревног микробиома. Фармакогеномика је примена геномских технологија на откривање лекова и даљу карактеризацију лекова који се односе на цео геном организма. За фармакологију у вези са појединачним генима, фармакогенетика проучава како генетске варијације доводе до различитих одговора на лекове. Фармакоепигенетика проучава основне обрасце епигенетског обележавања који доводе до варијација у одговору појединца на медицински третман.

### Клиничка пракса и откривање лекова
Фармакологија се може применити у оквиру клиничких наука. Клиничка фармакологија је примена фармаколошких метода и принципа у проучавању лекова код људи. Пример за то је дозирање, што је студија о начину на који се лекови дозирају.
Фармакологија је уско повезана са токсикологијом. Фармакологија и токсикологија су научне дисциплине које се фокусирају на разумевање својстава и деловања хемикалија. Међутим, фармакологија наглашава терапеутске ефекте хемикалија, обично лекова или једињења која би могла да постану лекови, док је токсикологија проучавање штетних ефеката хемикалија и процена ризика.

#### Откривање лекова
Откривање лекова је област проучавања која се бави стварањем нових лекова. Обухвата подобласт дизајна и развоја лекова. Откривање лекова почиње дизајном лекова, што је инвентивни процес проналажења нових лекова. У најосновнијем смислу, ово укључује дизајн молекула који су комплементарни по облику и наелектрисању за дату биомолекуларну мету. Након што је водеће једињење идентификовано кроз откривање лека, развој лека укључује довођење лека на тржиште. Откривање лекова је повезано са фармакоекономијом, што је поддисциплина здравствене економије која разматра вредност лекова. Фармакоекономија процењује цену и користи лекова како би водила оптималну алокацију ресурса за здравствену заштиту. Технике које се користе за откривање, формулацију, производњу и контролу квалитета откривања лекова проучава фармацеутско инжењерство, грана инжењерства. Безбедносна фармакологија је специјализована за откривање и истраживање потенцијалних нежељених ефеката лекова. Развој лекова је од виталног значаја за медицину, али такође има снажне економске и политичке импликације. Да би заштитиле потрошача и спречиле злоупотребу, многе владе регулишу производњу, продају и администрацију лекова. У Сједињеним Државама, главно тело које регулише фармацеутске производе је Управа за храну и лекове; они спроводе стандарде које је поставила Фармакопеја Сједињених Држава. У Европској унији, главно тело које регулише фармацеутске производе је ЕМА, а они спроводе стандарде које поставља Европска фармакопеја.
Метаболичка стабилност и реактивност библиотеке кандидата за једињења лека треба да се процени за метаболизам лека и токсиколошке студије. Предложене су многе методе за квантитативна предвиђања у метаболизму лекова; један пример недавног рачунарског метода је SPORCalc. Мала измена хемијске структуре медицинског једињења могла би да промени његова лековита својства, у зависности од тога како се промена односи на структуру супстрата или рецепторског места на које делује: то се назива однос структурне активности (SAR). Када се идентификује корисна активност, хемичари направе многа слична једињења која се зову аналози, како би покушали да максимизирају жељене медицинске ефекте. Ово може да потраје од неколико година до деценије или више, и веома је скупо. Такође се мора утврдити колико је лек сигуран за конзумирање, његову стабилност у људском телу и најбољи облик за испоруку у жељени систем органа, као што су таблете или аеросол. Након опсежног тестирања, које може да потраје и до шест година, нови лек је спреман за маркетинг и продају.

### Шири контексти
Фармакологија се може проучавати у односу на шири контекст од физиологије појединаца. На пример, фармакоепидемиологија се тиче варијација ефеката лекова у или између популација, она је мост између клиничке фармакологије и епидемиологије. Фармакоенвиронментологија или фармакологија животне средине је проучавање ефеката коришћених фармацеутских производа и производа за личну негу (PPCP) на животну средину након њиховог елиминације из организма. Људско здравље и екологија су блиско повезани тако да фармакологија животне средине проучава утицај лекова и фармацеутских производа и производа за личну негу на животну средину.
Лекови такође могу имати етнокултуролошки значај, тако да етнофармакологија проучава етничке и културне аспекте фармакологије.

### Поља у настајању
Фотофармакологија је приступ у настајању у медицини у коме се лекови активирају и деактивирају светлошћу. Енергија светлости се користи за промену облика и хемијских својстава лека, што резултира различитом биолошком активношћу. Ово се ради како би се на крају постигла контрола када и где су лекови активни на реверзибилан начин, како би се спречили нежељени ефекти и загађење животнe срединe лековима.